# Eigener Herd ist Goldes wert
Eigener Herd ist Goldes Wert ist eine deutsche Fernsehserie aus den Jahren 1984 bis 1986. Sie wurde in den Hamburger Polyphon Studios im Auftrag des NDR produziert. Die Regie führte Henry Kielmann. Die Drehbücher der 36-teiligen Serie wurden von wechselnden Autoren verfasst. Die Erstausstrahlung der Serie begann am 27. September 1984 im ersten deutschen Fernsehen.

## Inhalt
Das Ehepaar Berger wohnt in einem kleinen Häuschen am Hamburger Stadtrand. Gerd Berger arbeitet als Angestellter im höheren Dienst, und seine Frau Helga führt den Haushalt. Die vier Kinder sind eigentlich längst soweit erwachsen, dass sie das elterliche Haus verlassen könnten. Nachdem Sohn Helmut sich entschließt, zum Studieren nach Bochum zu gehen, sind die Eltern sehr erfreut. Doch die Geschwister folgen dem Beispiel nicht. Sie stürzen sich von einer Affäre in die nächste, ziehen mal aus, dann wieder ein. Vor allem aber strapazieren sie die Nerven Gerd Bergers, der den chaotischen Lebenswandel seiner Kinder nur schwer nachvollziehen kann, im Gegensatz zu seiner eher verständnisvollen Frau Helga. Besonders sein ältester Sohn Klaus, notorischer Langschläfer und Dauerarbeitsloser, bringt ihn mehr als einmal auf die Palme. Als Karin Berger heiratet, bringt sie ihren Ehemann Hansi mit in den Haushalt. Hansi stellt sich schon bald als Obertrottel par excellence heraus, der ebenfalls zu keiner sinnvollen Tätigkeit zu gebrauchen scheint und sich mehr oder minder auf die Unterstützung der Bergers verlässt. Großer Beliebtheit erfreut er sich nicht einmal bei Helga Berger. Die Beziehung hält dann auch nicht lange an trotz mehrerer Schlichtungsversuche. Als quasi-Ersatz für Sohn Helmut zieht Neffe Günter, der in Hamburg eine Ausbildung zum Schiffszimmermann absolviert, bei den Bergers ein. So wird es nichts mit der erhofften Ruhe für die gestressten Eltern. Gerd Berger überkommen ständig neue Wutanfälle, nicht zuletzt auch wegen der Nachbarn Hilde und Martin Busch, die sich gern in Bergers Privatleben einmischen. Es bleibt Gerd, der gern auch den Haustyrannen spielt, nichts anderes übrig, als zum Sherry zu greifen, der in der Küche steht.
Am Ende der Serie verkaufen die Bergers ihr Haus und ziehen in eine Wohnung. Ihnen folgen – für die letzten 10 Teile – die Meyers mit ihren verheirateten Kindern.

## Charaktere (Auswahl)
- Gerd Berger – temperamentvoller Familienvater, dem häufig das Blut überkocht. Hinter der rauen Schale verbirgt sich  aber ein weicher Kern; oftmals ist er schnell beleidigt. Er meckert zwar ständig herum, in Wahrheit aber liebt er Frau und Kinder.
- Helga Berger – die freundliche Mutter und Ehefrau spielt den ruhenden Pol der Familie. Sie versucht zu schlichten, wenn es wieder einmal Krach gibt.
- Klaus Berger – als Möchtegern-Gebrauchtwagenhändler versagt Klaus ständig. Ansonsten hält er es weder mit Arbeit, noch mit irgendwelcher Disziplin. Ans Ausziehen aus dem elterlichen Haus denkt er gar nicht.
- Karin Berger – ähnelt stark ihrem Vater. Sie weiß, was sie will, lässt sich aber zu ihrem Unglück auf Hansi ein. Ihr spielt das Schicksal gern einen Streich.
- Uschi Berger – die gutaussehende Uschi zeichnet ihre Liebenswürdigkeit aus. Des Öfteren unterhält sie Beziehung zu entweder älteren oder verheirateten Männern. Insgeheim hofft sie auf eine Karriere im Showbusiness.
- Hansi – der Ehemann von Karin ist alles andere als eine Intelligenzbestie. Ständig passieren ihm Missgeschicke und seine Faulheit reizt sowohl seine Frau als auch seinen Schwiegervater.
- Hilde Busch – die Nachbarin der Bergers ist die Freundin von Helga, nervt jedoch Gerd permanent. Als Tratschtante wartet sie gern mit Neuigkeiten auf, „leiht“ sich zuweilen Nahrungsmittel und lädt sich gern selbst zu Feierlichkeiten bei den Bergers ein.

## Sonstiges
Die Serie wurde vor Zuschauern im Studio gespielt und abgedreht. Es gab allerdings auch Außenaufnahmen  im Freien. Der Charakter Gerd Bergers erinnerte gelegentlich an Alfred Tetzlaff aus „Ein Herz und eine Seele“.
So öffnet er beispielsweise selbst nie die Tür, weist aber darauf hin, dass es geläutet hat. In einer Folge schaltet er einfach das Fernsehgerät aus, um seiner versammelten Familie etwas für ihn wichtiges mitzuteilen.
In jeder Folge trat ein prominenter Gastschauspieler auf, wie z. b. Maria Sebaldt, Wolfgang Völz, Hans Daniel, Gottfried Kramer oder Gernot Endemann.

## Besonderheit
„Die wirkliche Hauptrolle in dieser Serie spielt tatsächlich der namensgebende Herd, denn als das Drehbuch die Bergers zum Umzug verleitete, wurde die Familie nicht, wie in Familienserien üblich, ins neue Heim begleitet.“
- Zitat von Das Fernsehlexikon.[2]

## Episoden
1. Endlich allein
2. Full House
3. Urlaubsfreuden
4. Ein Job für Helga
5. Die Wasserader
6. Onkel Johann
7. Der Einbruch
8. Zimmerschlacht
9. Die Sperrstunde
10. Frühlingsgefühle
11. Strohwitwer
12. Ferien mit Omi
13. Versteckte Kamera
14. Hilde für alle
15. Schwester Oberin
16. Hoher Besuch
17. Familienpsychologie
18. Eheberatung
19. Alte Liebe
20. Was ihr wollt
21. Senf oder Ketchup
22. Der Berg ruft
23. Der Surf-King
24. Die Karten lügen nicht
25. Was zuviel ist, ist zuviel
26. Die Stunde der Wahrheit
27. Die Neuen
28. Die Einweihungsparty
29. Verpaßte Auftritte
30. Schneider Wibbel
31. Jemand, der es gut mit ihnen meint
32. Der Computer
33. Musik liegt in der Luft
34. Mord im Wohnzimmer
35. Auf den Hund gekommen
36. Und all, überall auf den Tannenspitzen